# Hebe barkeri
Hebe barkeri é uma espécie de planta do gênero Hebe, endêmica da Nova Zelândia. Está ameaçada de extinção por perda de habitat.